# Her Face Value
Her Face Value è un film muto del 1921 diretto da Thomas N. Heffron che aveva come interpreti Wanda Hawley, Lincoln Plumer, Dick Rosson, T. Roy Barnes, Winifred Bryson.
La sceneggiatura di Percy Heath si basa su The Girl Who Paid Dividends, racconto di Earl Derr Biggers pubblicato su Saturday Evening Post del 23 aprile 1921.

## Trama
Peggy Malone, una ballerina di fila che, con i suoi guadagni mantiene il padre e il fratello, si sposa con Jimmy Parsons, un agente pubblicitario. Il matrimonio sembra non avere problemi ma, un giorno, il padre e il fratello di Peggy si trasferiscono nel loro appartamento, costringendo Jimmy a lavorare lontano e sua moglie a tornare sul palcoscenico. Jimmy si ammala e viene mandato in Arizona; Peggy, dal canto suo, parte anche lei per il West, dove le è stato offerto di lavorare per il cinema. La scelta si rivela fortunata e la ragazza diventa presto una star. Con i suoi guadagni, può mantenere i suoi familiari e aiutare anche Jimmy. Ma, sul set, le capita un incidente e lei resta ferita: ora, per sopravvivere, deve scegliere tra Martin Fox, un suo ricco ammiratore, e Jimmy, che è giunto a Los Angeles per fare fortuna e riprendersi la moglie. Il giovane marito ha risparmiato il denaro che Peggy gli inviava e ha cominciato a scrivere, riuscendo a diventare uno sceneggiatore di successo. Adesso, il loro futuro è assicurato e la coppia innamorata si riunisce, finalmente felice.

## Produzione
Il film, prodotto dalla Realart Pictures Corporation, fu girato dal giugno al luglio 1921.

## Distribuzione
Il copyright del film, richiesto dalla Realart Pictures, fu registrato il 26 settembre 1921 con il numero LP17008
Distribuito dalla Paramount Pictures, il film uscì nelle sale cinematografiche statunitensi il 13 ottobre 1921.
Non si conoscono copie ancora esistenti della pellicola che viene considerata presumibilmente perduta.